# Oavslutade byggprojekt

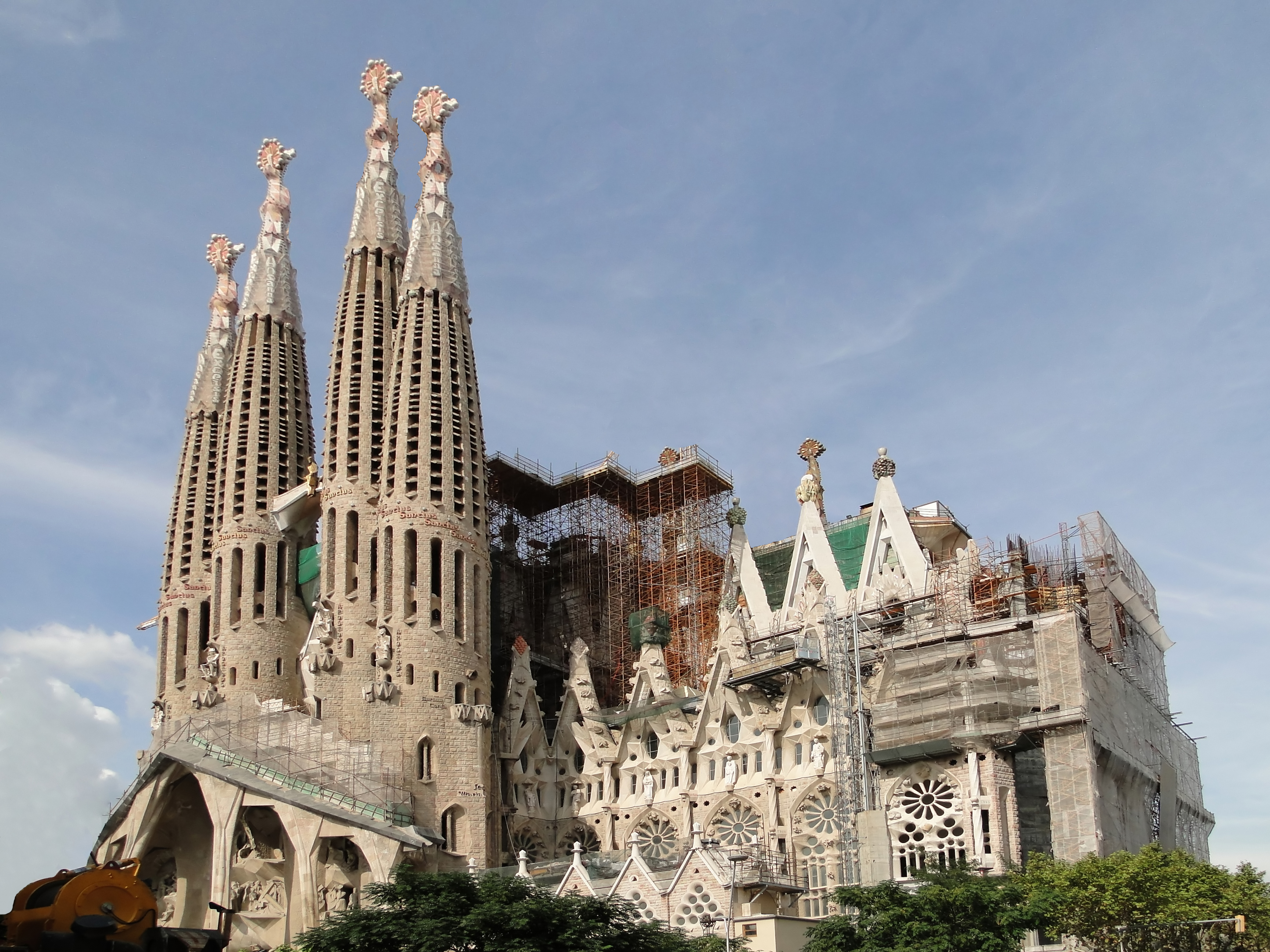
Antoni Gaudís Sagrada Família i Barcelona började byggas 1882 och bedöms kunna bli färdigbyggd under 2020-talet.

Ett oavslutat byggprojekt är ett byggnadsverk eller en annan byggstruktur,  som en bro, en väg, en tunnel eller ett torn, där byggnadsarbetena vid någon tidpunkt har övergivits eller avbrutits, eller som bara finns som ritning. Det kan även syfta på sådana projekt som har försenats eller på vilka byggarbetena går extremt långsamt.
Många konstruktions-, ingenjörs- och arkitekturprojekt har förblivit oavslutade vid olika utvecklingsstadier. Arbetet kan vara ofullbordat som ritningsoriginal, ritningskopior, modeller eller datafiler, eller ha övergivits under själva byggarbetet.
En av de mest kända ofullständiga byggnaderna är Sagrada Família i Barcelona, en stor kyrka som har varit under uppbyggnad sedan 1880-talet och som bedöms kunna färdigställas under 2020-talet.

## Delvis färdigställda byggnader

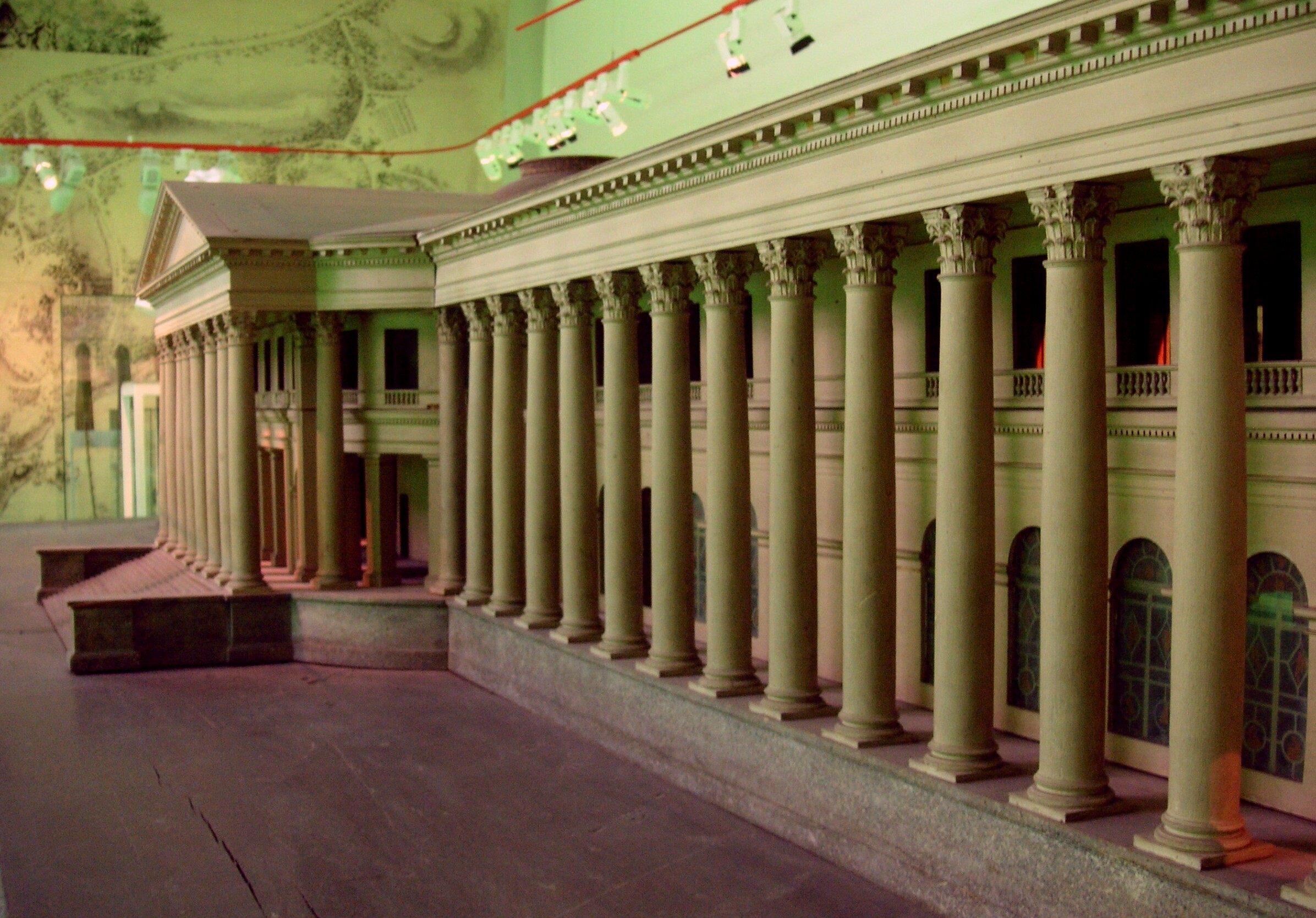
Modellen för Stora Haga slott vars byggnadsarbeten stoppades 1792.

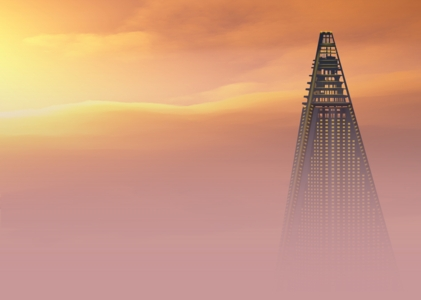
Byggandet av Ryugyong Hotel började 1987 och avbröts 1992 för att återupptas 2008.

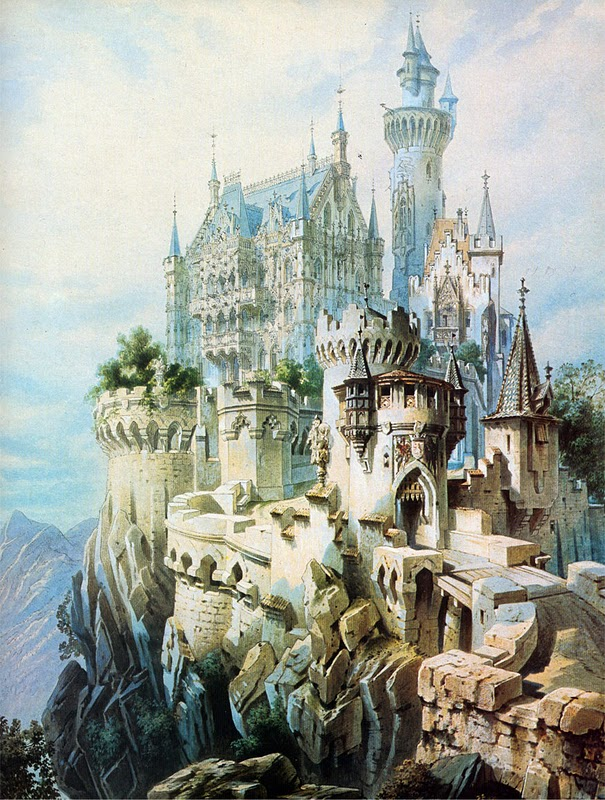
Burg Falkenstein, ett projekt av Ludvig II av Bayern som aldrig realiserades. Detta fantasifulla förslag är gestaltat av Christian Jank.

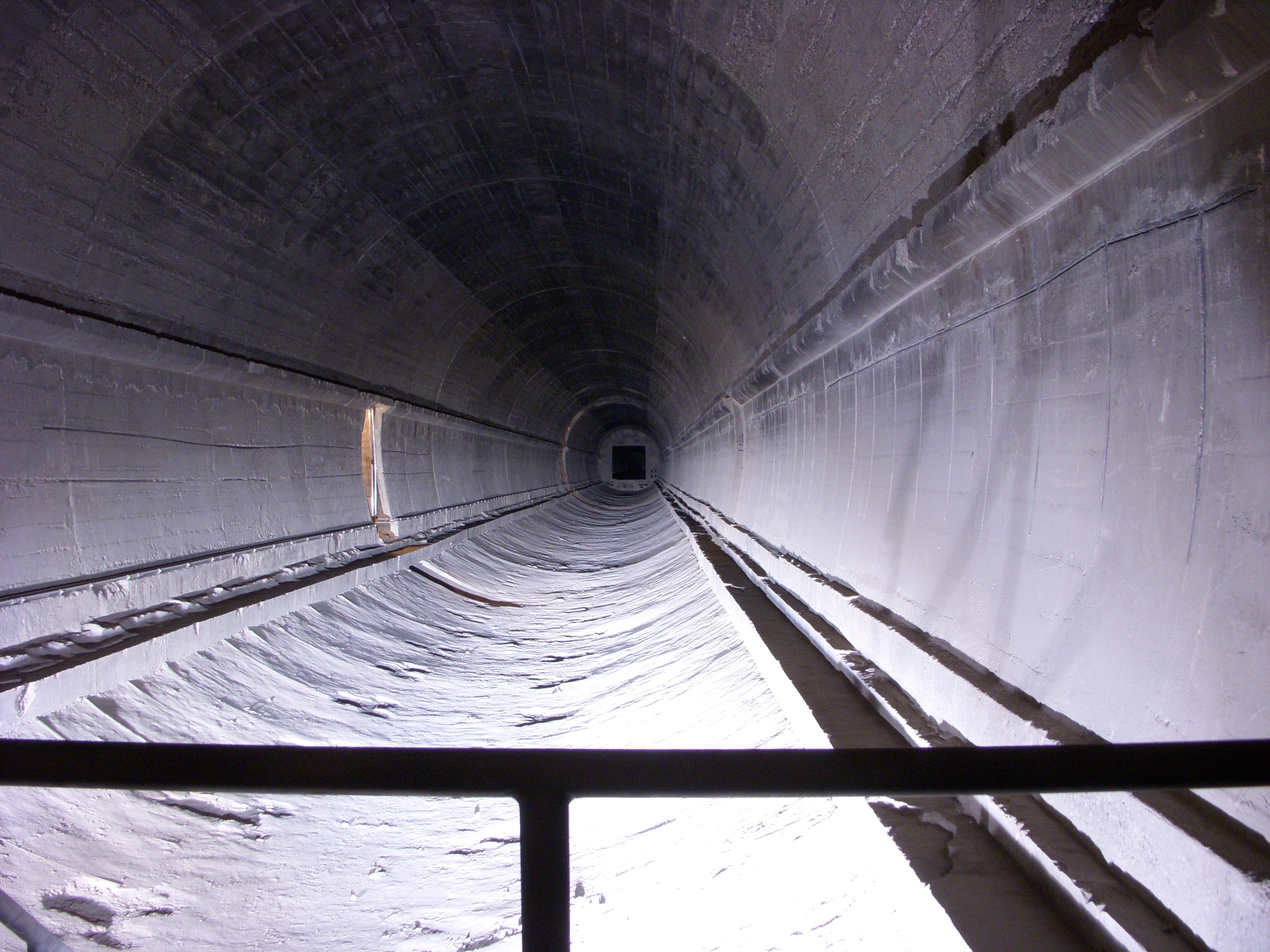
"Järnvägstunneln vid Ahrweiler", det tomma tunnelröret år 2008.

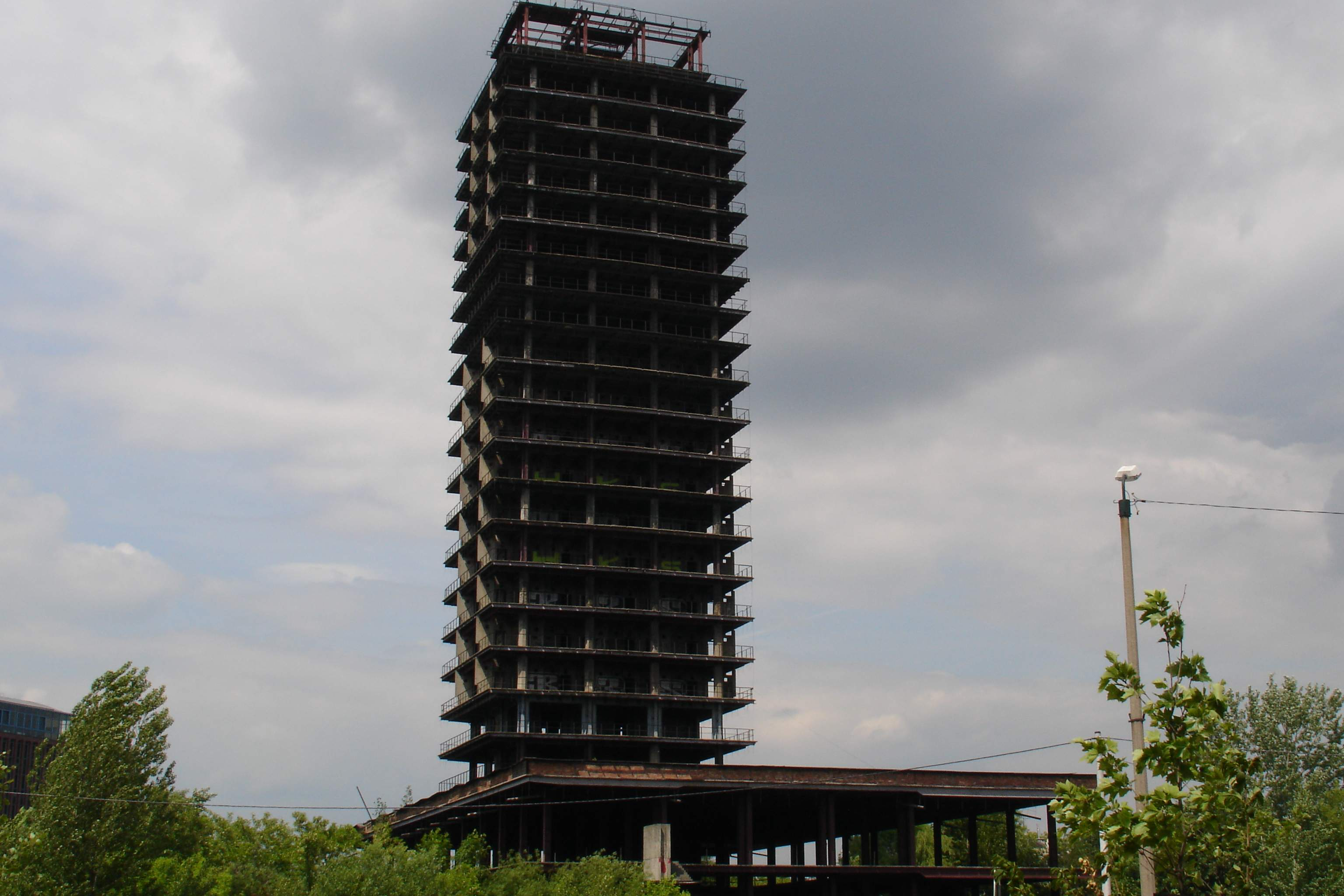
"Szkieletor" i Kraków blev oavslutat eftersom det skulle bli för kostsamt att färdigställa.

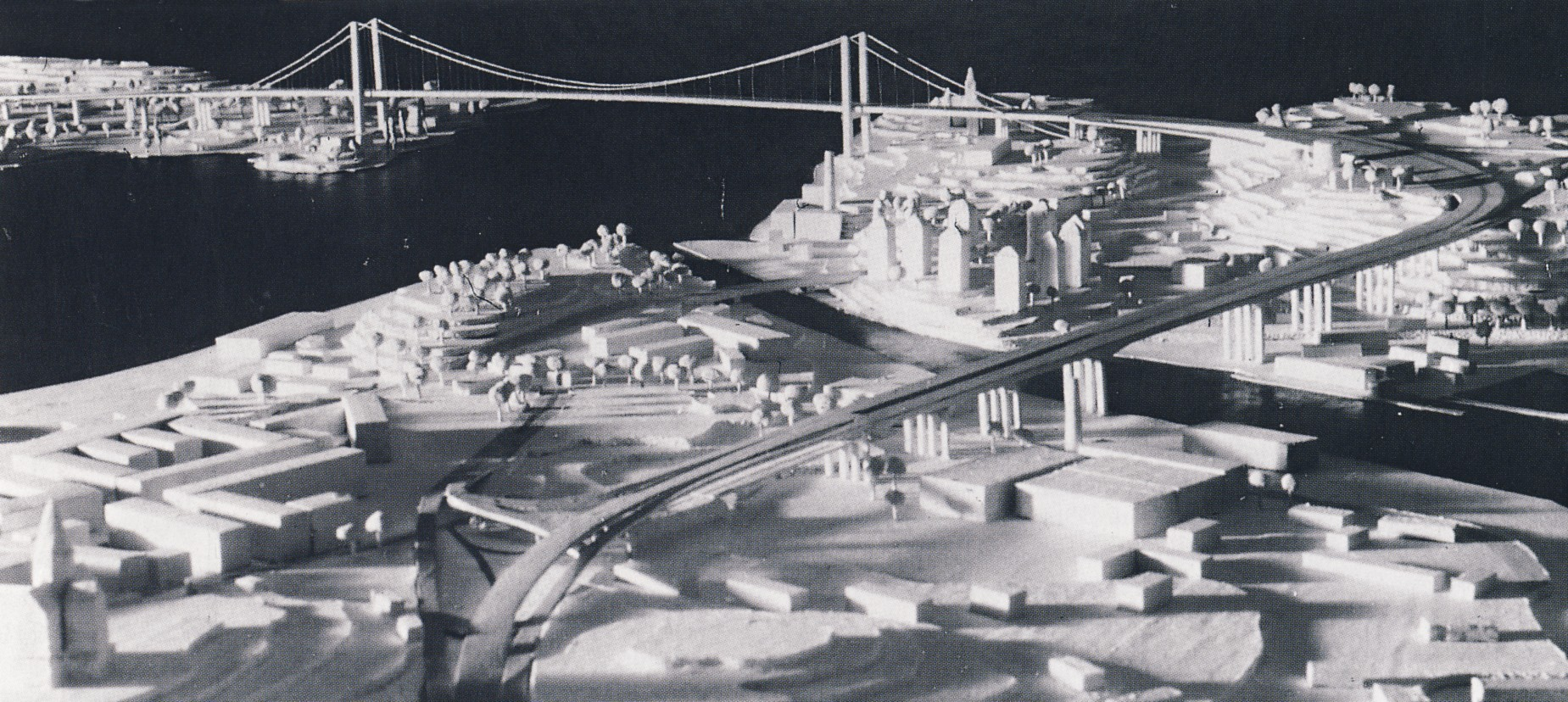
Tävlingsförslag 1948 för Österbron i Stockholm.

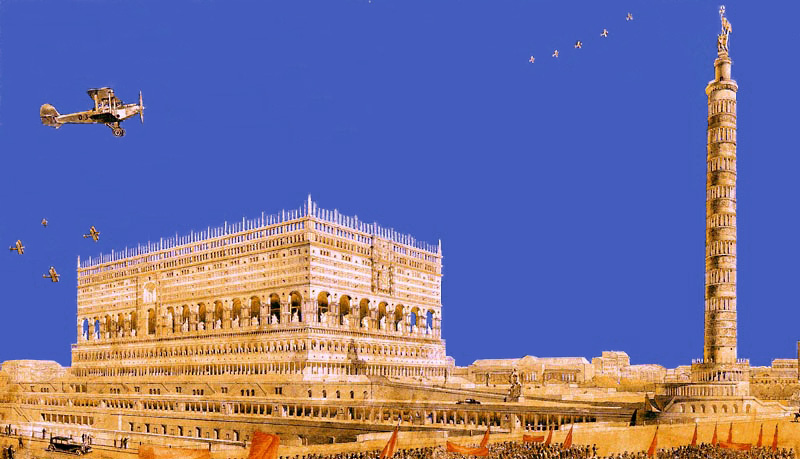
Tävlingsförslag för Sovjeternas palats, 1932.

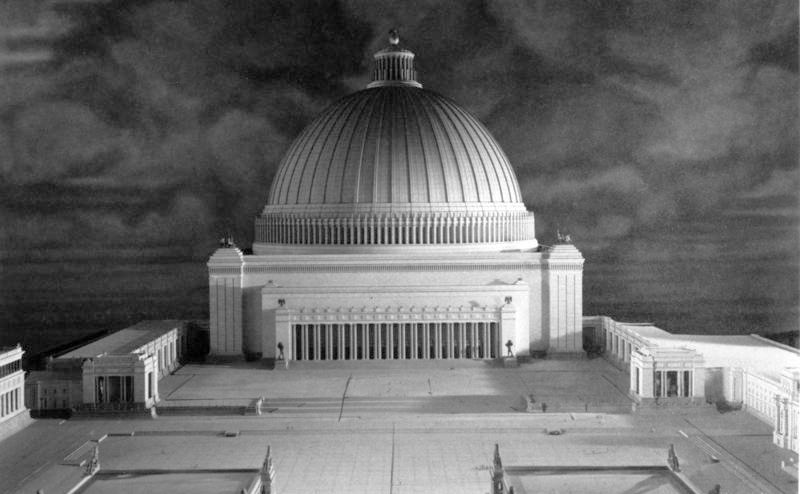
Gipsmodell av Volkshalle i Berlin, 1939.

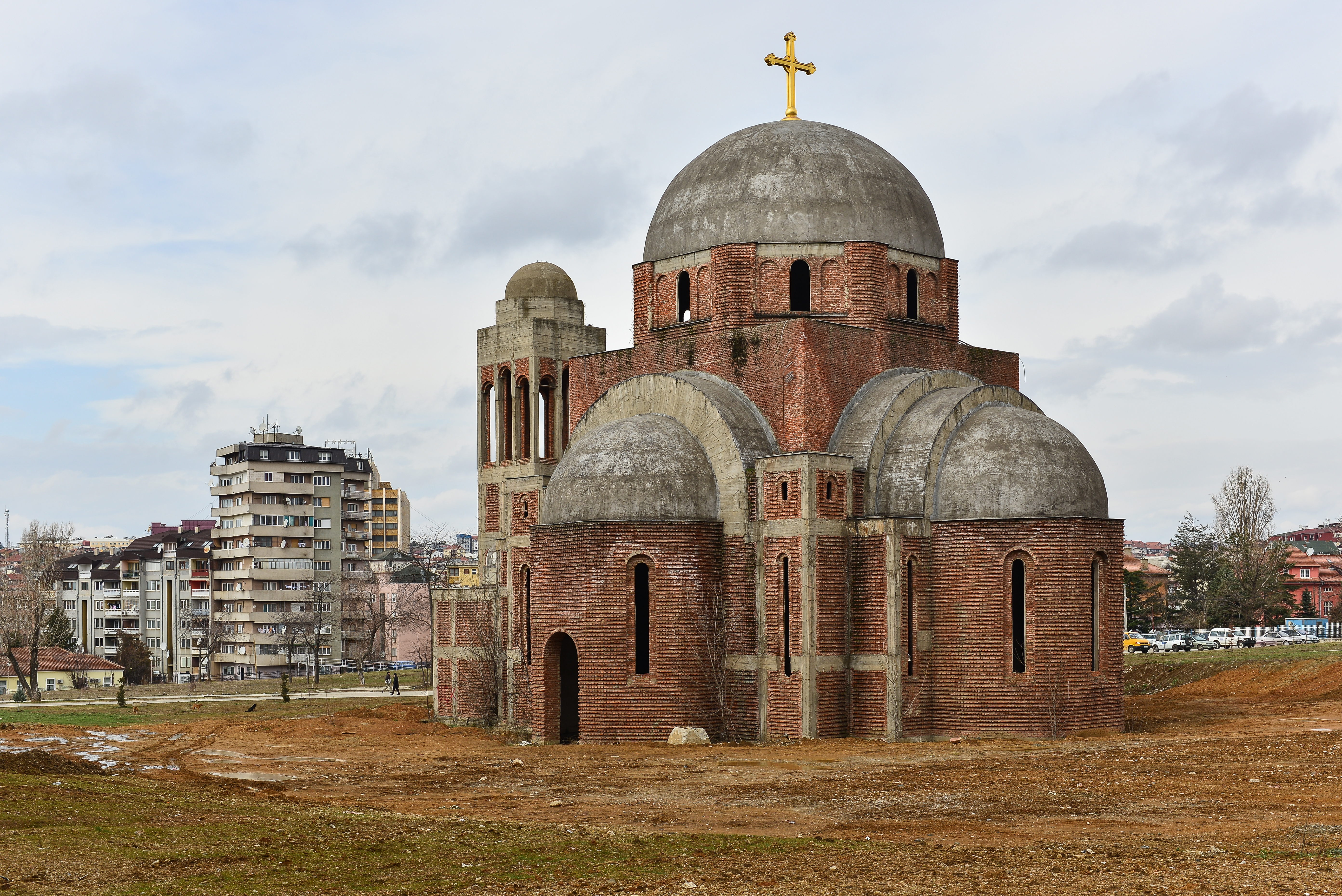
Ofullbordad serbisk-ortodox kyrka i Pristina. Bygget inleddes 1996 och avbröts 1999.

Runtom i världen finns många oavslutade byggprojekt som förblir ofullbordade. Vissa kan användas i sitt ofullständiga skick, medan andra enbart kvarstår som "skal" eller som en sorts moderna ruiner. Några projekt är avsiktligt lämnade med ett oavslutat utseende, speciellt rena dekorationsbyggnader i trädgårdsanläggningar från 1500-talets slut till 1700-talet.
En del byggnader tycks aldrig bli färdigställda, med arbete som pågår i årtionden eller till och med århundraden. Den av Antoni Gaudí ritade kyrkan Sagrada Família i Barcelona har byggts i över 130 år, med start på 1880-talet. Arbetet försenades av det spanska inbördeskriget, under vilket de ursprungliga modellerna och delar av byggnaden själv förstördes. Idag är kyrkan, fast delar av den är ofullständig, den populäraste turistattraktionen i Barcelona med 1,5 miljoner besökare varje år. Gaudí ägnade 40 år åt projektet och är begravd i kryptan.
Renoveringen och återuppbyggnaden av den västra delen av Nidarosdomen i Trondheim, Norge inleddes 1869 och pågick till 2001. Kölnerdomen i Tyskland tog ännu längre tid att färdigställa. Konstruktionen påbörjades 1248 och avslutades 1880, totalt 632 år.
Ett känt ofullbordat byggprojekt i Sverige är Gustav III:s storslagna projekt för Stora Haga slott i Hagaparken i nuvarande Solna kommun. Byggarbetena på slottet stoppades 1792, strax efter mordet på Gustav III. Man hade då inte kommit längre än att bygga slottets källarmurar. 
Det finns även infrastrukturprojekt som vägar, järnvägslinjer, tunnlar, broar eller kanaler som är oavslutade. Nedlagda eller ofullbordade motorvägar kallas ruinmotorvägar.

## Visioner och planer
Många projekt kom aldrig till byggnadsfasen, utan stannade under eller efter planeringen. Ludvig II av Bayern beställde på 1880-talet flera ritningsförslag för Burg Falkenstein, ett sagoslott i Alperna i stil med Neuschwanstein. De första två utkasten röstades ner; ett av dem på grund av kostnaden och det andra för att det misshagade Ludvig, och det tredje togs bort från projektet. Den fjärde och slutliga planen färdigställdes och viss infrastruktur förbereddes för platsen, men Ludvig dog innan arbetet hann börja.
Whitehall Palace, på den tiden det största palatset i Europa, förstördes nästan helt i en eld 1698. Christopher Wren, mest känd för sin roll att återuppbygga flera kyrkor efter stora branden i London 1666, skissade upp ett förslag på ersättning för delar av palatset, men finansiella svårigheter förhindrade byggandet.
Ett exempel från Sverige är Nobelpalatset, som var en planerad byggnad till Alfred Nobels minne i nuvarande Nobelparken i Stockholm. Nobelpalatset ritades in i minsta detalj av arkitekten Ferdinand Boberg mellan åren 1906 och 1911, men blev aldrig byggt.
I nästan alla kända arkitekters verksförteckningar finns en lång rad ej utförda projekt listade. Ett exempel är verkförteckningen för den svenska arkitekten Sven Markelius. Där finns ett 40-tal projekt som stannade på ritbordet eller i skisstadiet, bland annat ett förslag till FN-huset i New York.

## Delvis eller aldrig färdigställda bygg- och infrastrukturprojekt i urval
I alfabetisk ordning:
- Bangkok Elevated Road and Train System i Bangkok var ett misslyckat projekt att bygga en kombinerad motorvägs- och järnvägsviadukt från centrala Bangkok till Don Muang Airport. Byggandet startade 1990, men endast 10-13 % färdigställdes. Projektet avbröts 1998.
- Brommagrenen i Stockholm var en planerad stadsmotorväg i 1960 års trafikledssystem samt i 1967 års cityplan för Stockholm. Den på 1960-talet redan färdigställda anslutningsrampen till och från Essingeleden syns idag som en cirka 200 meter lång gräsbevuxen vägstump på Stora Essingen.
- Burg Falkenstein var ett slottsprojekt av Ludvig II av Bayern från 1880-talet som liknade Neuschwanstein. Längre än vackra illustrationer kom projektet aldrig.
- Cincinnati Subway i Cincinnati, Ohio var ett tunnelbaneprojekt som påbörjades efter första världskriget, men projektet stoppades 1928 och slutfördes inte.
- Cathedral of Saint John the Divine i New York är en ofullbordad katedral som började byggas 1892.
- Deutsches Stadion i Nürnberg skulle bli "världens största stadion" i Nazityskland, med Albert Speer som arkitekt.
- Fernsehturm Müggelberge på Müggelberge i Berlin skulle bli Östberlins TV-torn, med en höjd av 130 meter. Bygget startade 1954, men 1955 stoppades projektet eftersom tornet skulle störa flygtrafiken till Schönefeld-flygplatsen. Idag finns en 31 meter hög tornstump med antenner på taket.
- Foreshore Freeway Bridge en oavslutad motorvägsbro från 1960-talet i centrala Kapstaden som blivit en turistattraktion.
- Schloss Herrenchiemsee i Bayern, Tyskland uppfördes från 1878 på uppdrag av Ludvig II av Bayern. Arbetena avstannade i och med kungens död 1886. Slottet skulle enligt planerna även ha flygelbyggnader och delar av inredningen blev heller aldrig färdigställda.
- The Illinois i Chicago var ett förslag till en skyskrapa som skulle bli en engelsk mil (1 609 m) hög. Förslaget kom från Frank Lloyd Wright 1956.
- Järnvägstunneln vid Ahrweiler i Rheinland-Pfalz, Tyskland började byggas under första världskriget. I den ca 1,3 km långa tunneln gick aldrig några tåg. På 1960- och 1970-talen anlades Västtysklands Regeringsbunker i denna tunnel. Bunkern revs i slutet av 1990-talet, och bortsett från ett litet museum gapar tunnelröret tomt igen.
- Neuschwanstein i Bayern är det mest kända av de slott som Ludvig II av Bayern lät uppföra, med början 1869. Vid kungens död 1886 var byggprojektet inte slutfört men arbetet fortsatte in på 1890-talet för att ge Neuschwanstein det berömda utseende slottet har idag. En hel del tänkta yttre dekorationer och inredning fattas i det färdiga slottet.
- Nobelpalatset i Stockholm var en planerad byggnad till Alfred Nobels minne, ritad av arkitekten Ferdinand Boberg mellan åren 1906 och 1911.
- Olimpijka i Polen var en planerad motorväg mellan Berlin och Moskva som började byggas på 1970-talet och skulle stå klar i och med Olympiska sommarspelen 1980. Projektet blev aldrig färdigt. Idag[när?] byggs Polens Autostrada A2 på samma sträckning.
- Point Park Civic Center utanför Pittsburgh var ett förslag till ett förvaltningscentrum som ritades av Frank Lloyd Wright i slutet av 1940-talet.
- Ryugyong Hotel i Nordkoreas huvudstad Pyongyang inleddes 1987 och pågick till 1992 då byggnaden övergavs. Sexton år senare återupptogs arbetet.
- Sagrada Família i Barcelona är en stor basilika som började byggas 1882 och är långt ifrån klar.
- Sovjeternas palats i Moskva var ett planerat byggprojekt av den sovjetiska regeringen under 1930-talet.
- Stora Haga slott i Hagaparken, Solna var Gustav III:s storslagna slottsprojekt från 1780-talet som bara kom till källarväggarna. De kvarvarande resterna kallas även Haga slottsgrund eller Haga slottsruin.
- Stålverk 80, Luleå, var ett planerat industriprojekt i form av en kraftig utbyggnad av statliga Norrbottens Järnverks anläggningar. Det stoppades av den borgerliga regeringen år 1976.
- Szkieletor i Kraków, Polen var ett 91 meter högt höghus som började byggas 1975. 1979 avbröts byggarbetena på grund av finansiella problem. Det finns planer att återuppta byggandet.[källa behövs]
- Tatlins torn i Petrograd eller Monument för den tredje internationalen var en tänkt monumentalbyggnad skapad av den ryske konstnären och arkitekten Vladimir Tatlin.
- Torre de la Escollera i Cartagena, Colombia var en planerad 206 meter hög skyskrapa som började byggas 2005. År 2007 skadade en storm den dittills byggda konstruktionen så svårt att man blev tvungen att riva den.
- Ville Contemporaine var Le Corbusiers prototyp för en framtidsstad med tre miljoner invånare.
- Watkins Tower i London var ett 353,5 meter högt tornprojekt som skulle konkurrera med Eiffeltornet och även hade en snarlik konstruktion. Byggarbetena började 1891, men när tornet var 47 meter högt tog pengarna slut. 1907 revs tornstumpen.
- Welthauptstadt Germania med bland annat Volkshalle var Adolf Hitlers och Albert Speers ofullbordade planer på att förvandla Berlin till Världshuvudstaden Germania.
- Westminster Cathedral i London började byggas 1895 och invigdes 1903, men än idag[när?] är vissa invändiga utsmyckningar ofullbordade.
- Årstabanan i Stockholm var en tänkt gren av Stockholms tunnelbana genom Årsta, som fanns med i underlaget för det tunnelbanebeslut som togs den 16 juni 1941.
- Österbron i Stockholm var en stor hängbro över Stockholms inlopp som planerades på 1940-talet i samband med Stockholms ringled och Österleden. I mitten av 1970-talet fanns dock ingen majoritet längre varken för Österleden eller det gigantiska broprojektet, och Österbron blev aldrig förverkligad.